# James Gilkes
James Wren Gilkes (né le 21 septembre 1952 en Guyane britannique) est un ancien athlète du Guyana, spécialiste du sprint.
Ses meilleurs temps sont :
- 100 m : 10 s 19 - Ingelheim am Rhein (12/09/1978)
- 200 m : 20 s 14 (vent +1,80 m/s) - Ingelheim (12/09/1978)
- 400 m : 46 s 02 (12/04/1980)

En remportant la médaille d'argent aux Jeux du Commonwealth de 1978, il remporte la première distinction majeure du Guyana, après sa victoire aux Jeux panaméricains de 1975.

## Palmarès
| Date | Compétition          | Lieu     | Résultat | Épreuve | Performance |
| ---- | -------------------- | -------- | -------- | ------- | ----------- |
| 1975 | Jeux panaméricains   | Mexico   | 1er      | 200 m   | 20 s 43     |
| 1978 | Jeux du Commonwealth | Edmonton | 2e       | 200 m   | 20 s 18 (w) |
| 1979 | Jeux panaméricains   | San Juan | 2e       | 200 m   | 20 s 46 (w) |